# رشا ياغي
رشا محمد ياغي (بالإنجليزية: Racha Mohammad Yaghi)‏(من مواليد 10 يونيو 2002) هي لاعبة كرة قدم لبنانية تلعب حارسةَ مرمى لِنادي جيروسكيبو القبرصي والمُنتخب اللُّبنانِي.

## مسيرتها مع الأندية
انضمت ياغي إلى نادي الصفاء الرياضي للسيدات في عام 2019؛ حافظت على نظافة شباكها في أربع مباريات من أصل ثماني مباريات في موسم 2019-20. انتقلت إلى نادي غيروسكيبو للسيدات في قبرص في سبتمبر 2022 لموسم واحد.

## مسيرتها الدولية
تم استدعاء ياغي لتمثيل لبنان في بطولة اتحاد غرب آسيا لكرة القدم للسيدات 2022، مما ساعد فريقها على الوصول إلى المركز الثاني.

## الألقاب

### مع نادي الصفاء
- بطولة أندية اتحاد غرب آسيا لكرة القدم للسيدات: 2022
- الدوري اللبناني لكرة القدم للسيدات: 2020-21

### مع منتخب لبنان تحت 18
بطولة اتحاد غرب آسيا لكرة القدم للفتيات تحت 18 سنة: 2019.
مع منتخب لبنان للسيدات
وصيف بطولة اتحاد غرب آسيا لكرة القدم للسيدات: 2022؛ المركز الثالث: 2019.

## وصلات خارجية
- رشا ياغي على موقع أف آي لبنان (FA Lebanon)
- اللاعب رشا ياغي على موقع كووورة.